# Persea jariensis
Persea jariensis är en lagerväxtart som beskrevs av I. de Vattimo-gil. Persea jariensis ingår i släktet avokador, och familjen lagerväxter. Inga underarter finns listade i Catalogue of Life.